# Spilosoma
Spilosoma là một chi bướm đêm thuộc phân họ Arctiinae, họ Erebidae.

## Các loài
- Spilosoma affinis Bartel, 1903
- Spilosoma albiventre Kiriakoff, 1963
- Spilosoma angolensis Bartel, 1903
- Spilosoma aspersa Mabille, 1878
- Spilosoma atridorsia (Hampson, 1920)
- Spilosoma atrivenata Rothschild, 1933
- Spilosoma aurantiaca (Holland, 1893)
- Spilosoma batesi (Rothschild, 1910)
- Spilosoma baxteri (Rothschild, 1910)
- Spilosoma bifurca (Walker, 1855)
- Spilosoma bipartita Rothschild, 1933
- Spilosoma brunneomixta Toulgoët, 1971
- Spilosoma buryi (Rothschild, 1910)
- Spilosoma caeria Püngeler, 1906
- Spilosoma canescens Butler, 1875 – Dark-Spotted Tiger Moth
- Spilosoma castelli Rothschild, 1933
- Spilosoma cellularis (Toulgoët, 1954)
- Spilosoma chionea (Hampson, 1900)
- Spilosoma comorensis Rothschild, 1933
- Spilosoma congrua Walker, 1855 – Agreeable Tiger Moth, White-bodied Estigmene
- Spilosoma crossi (Rothschild, 1910)
- Spilosoma curvata Donovan, 1805 – Crimson Tiger Moth
- Spilosoma curvilinea Walker, 1855
- Spilosoma daitoensis Matsumura, 1930
- Spilosoma danbyi (Neumögen & Dyar, 1893)
- Spilosoma dissimilis Distant, 1897
- Spilosoma dubia (Walker, 1855) – Dubious Tiger Moth
- Spilosoma dufranei Kiriakoff, 1965
- Spilosoma ericsoni (Semper, 1899)[1]
- Spilosoma erythrozona (Kollar, [1844])
- Spilosoma euryphlebia (Hampson, 1903)
- Spilosoma extrema Daniel, 1943
- Spilosoma feifensis Wiltshire, 1986
- Spilosoma feminina Rothschild, 1933
- Spilosoma flavidior Gaede, 1923
- Spilosoma fujianensis Fang, 1981
- Spilosoma fusifrons Walker, [1865]
- Spilosoma griveaudi (Toulgoët, 1956)
- Spilosoma gynephaea (Hampson, 1901)
- Spilosoma hercules (Toulgoët, 1956)
- Spilosoma heterogenea Bartel, 1903
- Spilosoma holoxantha (Hampson, 1907)
- Spilosoma immaculata Bartel, 1903
- Spilosoma jacksoni (Rothschild, 1910)
- Spilosoma jordani Debauche, 1938
- Spilosoma jussiaeae (Poey, 1832)
- Spilosoma karschi Bartel, 1903
- Spilosoma latiradiata (Hampson, 1901)
- Spilosoma latipennis Stretch, 1872 – Pink-legged Tiger Moth, Red-legged Diacrisia
- Spilosoma leighi (Rothschild, 1910)
- Spilosoma lentifasciata (Hampson, 1916)
- Spilosoma likiangensis Daniel, 1943
- Spilosoma lineata Walker, 1855
- Spilosoma lubricipeda Linnaeus, 1758 – White Ermine
- Spilosoma lucida (Druce, 1898)
- Spilosoma lutea Hufnagel, 1766 – Buff Ermine
- Spilosoma luteoradians (Toulgoët, 1954)
- Spilosoma lutescens Walker, 1855
- Spilosoma madagascariensis (Butler, 1882)
- Spilosoma maniemae Kiriakoff, 1965
- Spilosoma mediocinerea (Toulgoët, 1956)
- Spilosoma mediopunctata (Pagenstecher, 1903)
- Spilosoma melanimon Mabille, 1880
- Spilosoma melanochorium Hering, 1932
- Spilosoma melanodisca (Hampson, 1907)
- Spilosoma metaleuca (Hampson, 1905)
- Spilosoma mienshanicum Daniel, 1943
- Spilosoma milloti (Toulgoët, 1954)
- Spilosoma multiguttata (Walker, 1855)
- Spilosoma nigrocastanea (Rothschild, 1917)
- Spilosoma nigrocincta (Kenrick, 1914)
- Spilosoma nigricosta (Holland, 1893)
- Spilosoma ningyuenfui Daniel, 1943
- Spilosoma nyasana Rothschild, 1933
- Spilosoma nyasica (Hampson, 1911)
- Spilosoma occidens (Rothschild, 1910)
- Spilosoma pales (Druce, 1910)
- Spilosoma pauliani (Toulgoët, 1956)
- Spilosoma pellucida (Rothschild, 1910)
- Spilosoma pelopea (Druce, 1897)
- Spilosoma penultimum Kiriakoff, 1965
- Spilosoma pseudambrensis (Toulgoët, 1961)
- Spilosoma pseudosparsata Rothschild, 1933
- Spilosoma pteridis H. Edwards, 1875
- Spilosoma punctarium (Stoll, [1782])
- Spilosoma quadrilunata (Hampson, 1901)
- Spilosoma quadrimacula Toulgoët, 1977
- Spilosoma rava (Druce, 1898)
- Spilosoma rhodesiana (Hampson, 1900)
- Spilosoma rostagnoi Oberthür, 1911
- Spilosoma scita (Walker, [1865])
- Spilosoma scortillum Wallengren, 1875
- Spilosoma semihyalina Bartel, 1903
- Spilosoma streltzovi Dubatolov, 1996
- Spilosoma sublutescens Kiriakoff, 1958
- Spilosoma sulphurea Bartel, 1903
- Spilosoma tenuivena Kiriakoff, 1965
- Spilosoma togoensis Bartel, 1903
- Spilosoma turlini Toulgoët, 1973
- Spilosoma unipuncta (Hampson, 1905)
- Spilosoma urticae Esper, 1789 – Water Ermine
- Spilosoma vagans (Boisduval, 1852) – Wandering Diacrisia
- Spilosoma vestalis Packard, 1864 – Vestal Tiger-moth
- Spilosoma viettei (Toulgoët, 1954)
- Spilosoma vieui (Toulgoët, 1956)
- Spilosoma virginica Fabricius, 1798 – Virginia Tiger Moth
- Spilosoma yemenensis (Hampson, 1916)

## Species of unclear status
- ?Spilosoma fuscipennis (Hampson, 1894)
- ?Spilosoma inexpectata Rothschild, 1933
- ?Spilosoma melaenoides Rothschild, 1935
- ?Spilosoma reticulata Rothschild, 1933
- ?Spilosoma rothschildi Roepke, 1943
- ?Spilosoma semialbescens Talbot, 1929
- ?Spilosoma sericeipennis Rothschild, 1933
- ?Spilosoma wahri Rothschild, 1933

## Hình ảnh

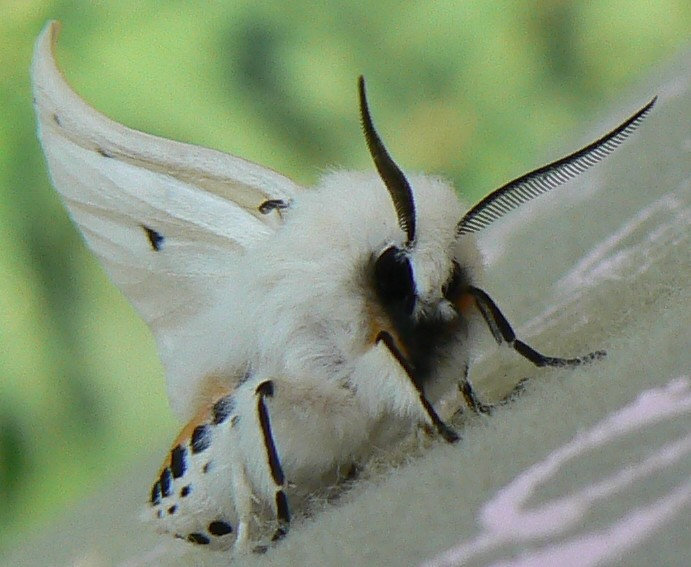
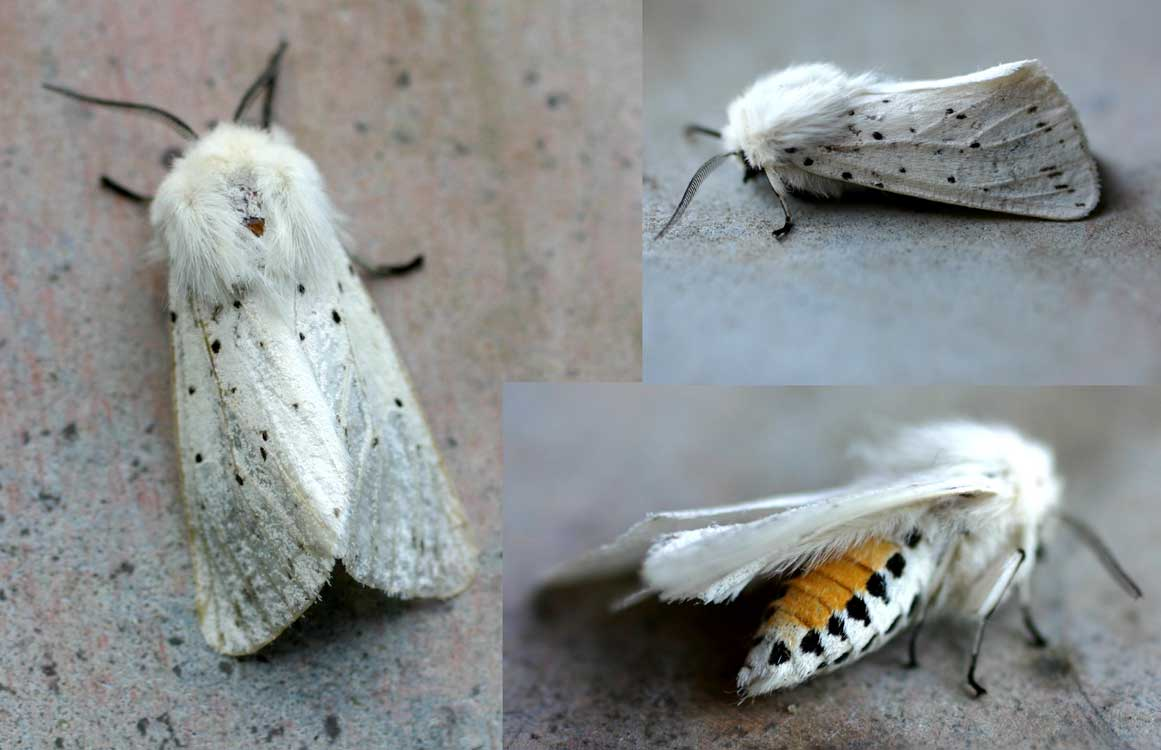
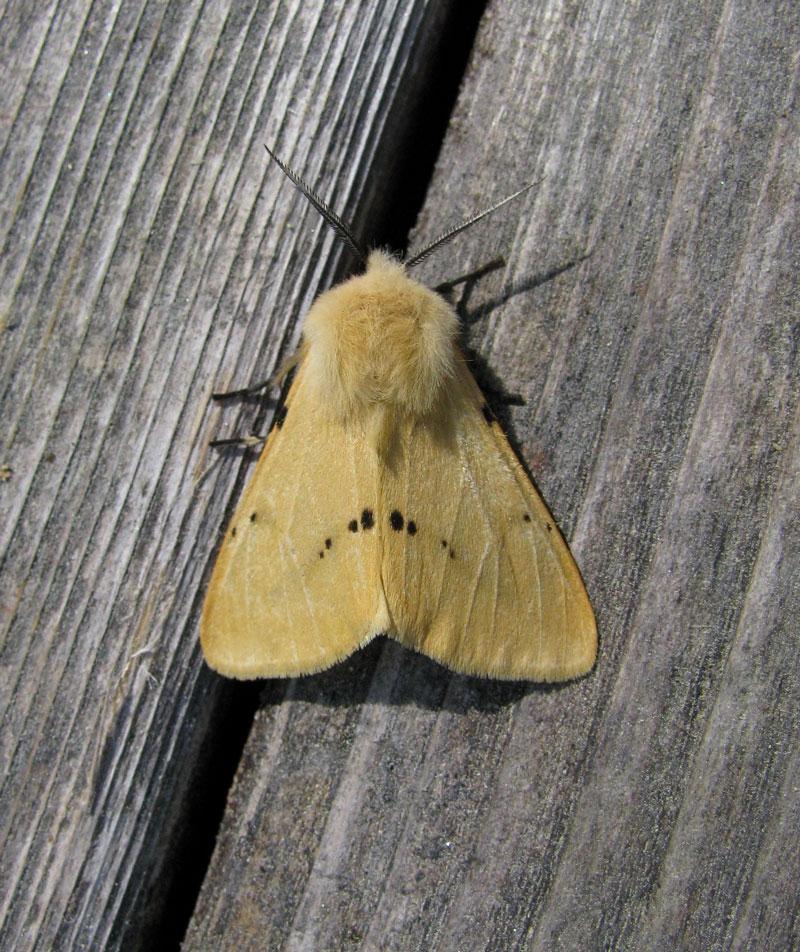
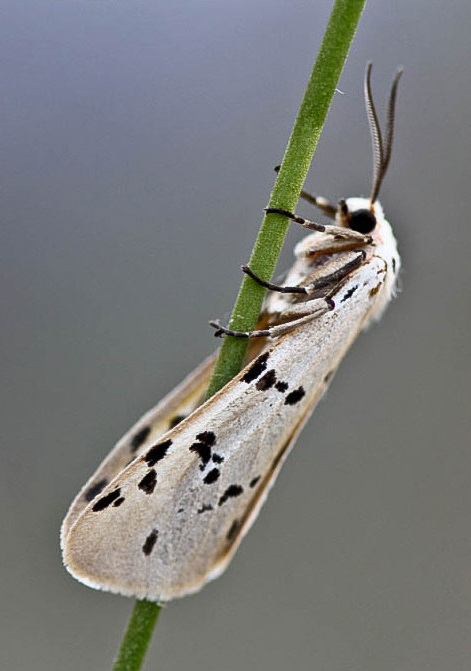